# ماثيو هوكينز
ماثيو هوكينز (بالإنجليزية: Matthew Hawkins)‏ هو دراج أمريكي، ولد في 18 سبتمبر 1982.